# 岡本哲郎
岡本 哲郎（おかもと てつろう、1950年8月22日-  ）は、日本の経営者。三菱倉庫社長、会長を務めた。

## 来歴・人物
埼玉県出身。1973年に慶應義塾大学経済学部を卒業し、同年に三菱倉庫に入社。2006年6月に取締役に就任し、2007年6月に常務を経て、2008年6月に社長に就任。2013年4月に会長に就任。
2020年11月に旭日中綬章を受章。